# Varanus juxtindicus
Varanus juxtindicus (Варан ренельський) — представник родини варанових. Потрібні таксономічні роз'яснення для визначення чи це повноправний вид чи синонім Varanus indicus.

## Опис
Може досягати в довжину 150 см від носа до хвоста. Малюнок та забарвлення дуже схожі на Varanus indicus але за відсутність синього пігменту.

## Спосіб життя
Його звички майже невідомі, але можуть бути аналогічні тим, які є в Varanus indicus.

## Розповсюдження
Мешкає на острові Ренел (Соломонові Острови). Ця ящірка в основному живе на очищених ділянках, в тому числі у садах і невеликих плантаціях. Часто спостерігалось як варан занурюється у воду, коли потурбувати.

## Загрози та охорона
Враховуючи статус Східного Ренела як об'єкта Всесвітньої спадщини, немає значних загроз. Цей вид занесений до Додатка II СІТЕС.